# Parlamentul Franței
Parlamentul francez (franceză Parlement français) sau Parlamentul Franței este instituția care exercită puterea deliberativă, puterea legislativă și puterea de a controla activitatea guvernamentală a Franței.
Sistemul parlamentar actual al Franței este bicameral și este compus din:
- Camera superioară (la Chambre haute), care este Senatul Franței (Sénat)
- Camera inferioară (la Chambre basse), care este Adunarea Națională a Franței (Assemblée nationale française); Adunarea este corpul preeminent.

Cele două camere își desfășoară activitatea în două clădiri diferite:
- Palatul Luxembourg, pentru Senat
- Palatul Bourbon, pentru Adunarea Națională

Cele două camere se pot reuni într-un singur corp, Congresul Parlamentului Francez (Congrès du Parlement français) la Palatul Versailles unde pot revizui Constituția.